# Kobelsberg (Aufseß)
Kobelsberg ist ein Gemeindeteil der Gemeinde Aufseß im Landkreis Bayreuth (Oberfranken, Bayern). Kobelsberg liegt in der Gemarkung Schressendorf.

## Geografie
Der Weiler Kobelsberg befindet sich etwa fünf Kilometer östlich von Aufseß und liegt auf einer Höhe von 434 m ü. NHN.

## Geschichte
Durch die zu Beginn des 19. Jahrhunderts im Königreich Bayern durchgeführten Verwaltungsreformen wurde der Ort zu einem Bestandteil der Ruralgemeinde Hochstahl. Im Zuge der Gebietsreform in Bayern wurde Kobelsberg dann zusammen mit nahezu der gesamten Gemeinde Hochstahl nach Aufseß eingemeindet.

## Verkehr
Die unmittelbar am südöstlichen Ortsrand vorbeiführende Staatsstraße 2188 bindet Kobelsberg hauptsächlich an das öffentliche Straßennetz an, sie führt von Aufseß im Westen her kommend in östlicher Richtung nach Plankenfels. Eine bei Kobelsberg von der St 2188 abzweigende Gemeindestraße führt in nordnordöstlicher Richtung zu dem knapp zwei Kilometer entfernten Plankenfelser Gemeindeteil Schressendorf.